# Salih Özcan
Salih Özcan (* 11. Januar 1998 in Köln) ist ein türkisch-deutscher Fußballspieler. Er ist variabel im Mittelfeld einsetzbar und steht bei Borussia Dortmund unter Vertrag. Darüber hinaus ist er türkischer A-Nationalspieler.

## Karriere

### Im Verein

#### Jugend und erste Profierfahrungen in Köln und Kiel

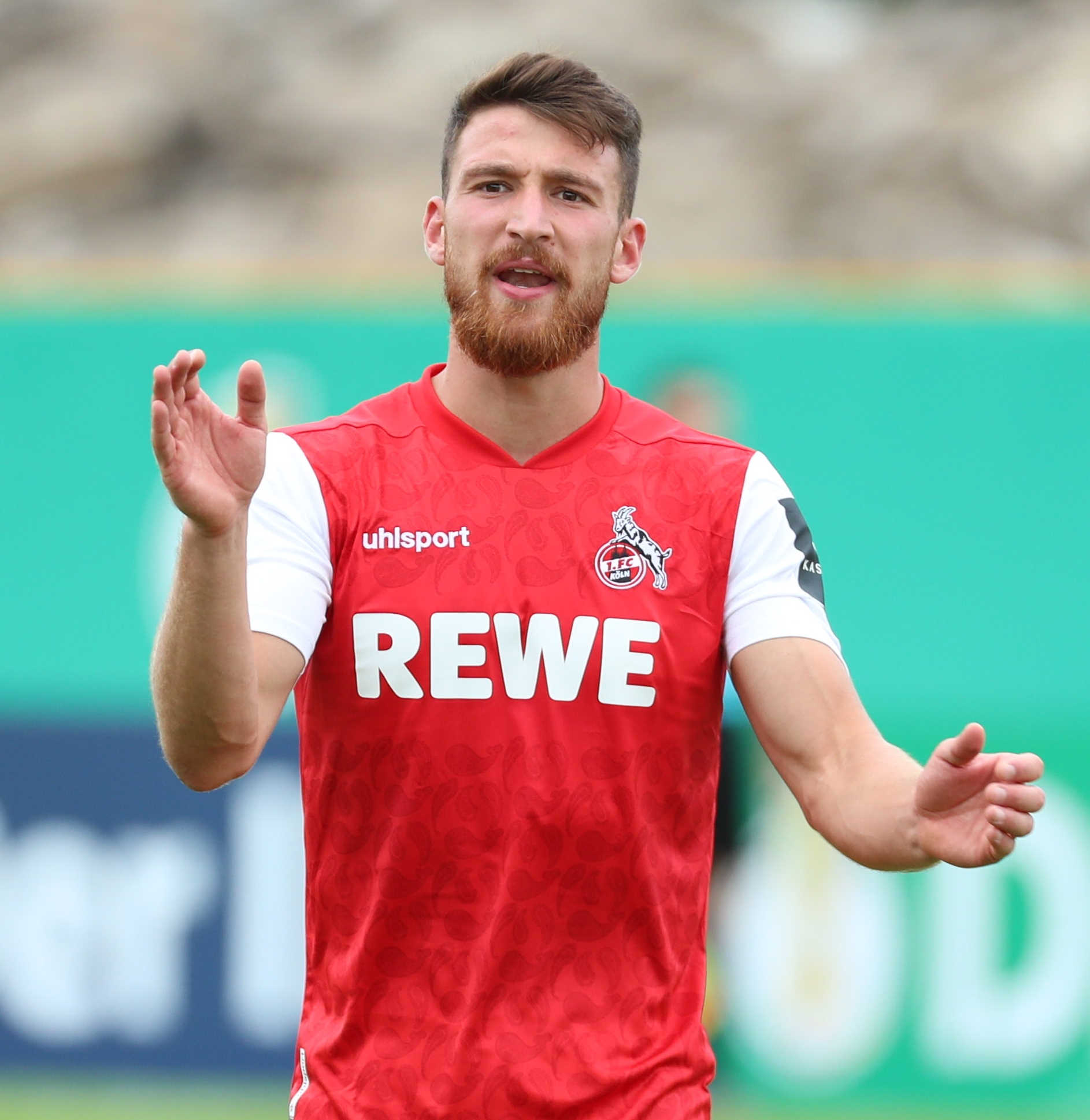
Beim 1. FC Köln (2021)

Özcan begann als Achtjähriger vergleichsweise spät beim SC West Köln mit dem Vereinsfußball. Nach einem Jahr wechselte er in die E-Jugend des 1. FC Köln. In seinem ersten Jahr in der U17 des Vereins stand Özcan später neben Mannschaftskameraden wie Beyhan Ametov, Anas Ouahim und Kapitän Frederic Ananou in jeder Partie der B-Junioren-Bundesliga West auf dem Platz und erzielte auf verschiedenen Mittelfeldpositionen agierend sieben Tore. Nach nur sieben Punkten aus den letzten acht Spielen kamen die jungen Kölner im Frühjahr 2014 nicht über einen Platz im Mittelfeld hinaus. In der Saison 2014/15, der folgenden Spielzeit, steigerten sich sowohl die Leistungen der gesamten Mannschaft wie auch die Özcans. Dieser bekam von Trainer Stephan Möthrath das Amt des Mannschaftskapitäns übertragen, nachdem der 1997 geborene Ananaou in die A-Jugend aufgerückt war, und schoss 18 Tore. Damit rangierte er mannschaftsintern an der Spitze und verpasste auch innerhalb der Weststaffel nur knapp den Titel des besten Torschützen. Neben fünf „Doppelpacks“ gelangen dem Jungen vier Torvorlagen, womit er einen entscheidenden Beitrag zum dritten Platz hinter Bayer Leverkusen und Borussia Dortmund leistete. Nach ersten Einsätzen für die A-Junioren wurde der 17-jährige Özcan im Sommer 2015 fest bei diesen aufgenommen, war in der Rückrunde aber dann bereits fester Bestandteil des Regionalligaherrenteams. Mit diesem spielte der Mittelfeldakteur gegen den Abstieg, leistete aber sechs Scorerpunkte, die letztendlich vier der fünf Punkte sicherten, welche die Kölner U23 am Saisonende vom ersten Abstiegsplatz trennten.
Im Sommer 2016 folgte dann die Versetzung in die erste Herrenmannschaft, zu dieser Zeit Bundesligist. Bereits eine Minute nach seiner Einwechslung bereitete der Deutschtürke bei seinem Debüt in der Schlussphase der Partie gegen den FC Schalke 04 am 4. Spieltag den 3:1-Endstand durch Simon Zoller vor. Bis zum Saisonende folgten 12 weitere Erstligaspiele sowie je zwei Einsätze im DFB-Pokal und in der Regionalliga. Unter Trainer Peter Stöger wurde Özcan im Verlauf der Hinrunde zum Stammspieler und bespielte am häufigsten das zentrale Mittelfeld, entweder gemeinsam mit Spielführer Matthias Lehmann oder Miloš Jojić, wenn Lehmann in die Verteidigung verschoben wurde. Erst am 17. Spieltag, dem letzten vor dem Jahreswechsel, gelang den Geißböcken der erste Sieg; bereits seit der dritten Partie befanden sie sich auf dem letzten Platz. Man verdiente sich lediglich 16 weitere Zähler und konnte Rang 18 nur zweimal verlassen, die Abstiegszone jedoch gar nicht, weshalb im Frühjahr 2018 der Abstieg in die 2. Bundesliga erfolgte. In einem der letzten Saisonspiele, einem 2:2 gegen Schalke, wurde Özcan vom kicker mit einer 5,5 bewertet und war gemeinsam mit seinem Mitspieler Frederik Sørensen der notenschlechteste Akteur auf dem Feld. Im Unterhaus spielte dann häufig Marco Höger auf Özcans Position und dieser wurde die meiste Zeit entweder gar nicht eingesetzt oder kam von der Bank. In seiner Abwesenheit gewannen seine Teamkameraden beispielsweise 8:1 gegen Dresden oder erreichten eine Serie von acht Partien ohne Niederlage. Als Meister gelang Köln und seinem Spieler der direkte Wiederaufstieg in die Bundesliga.

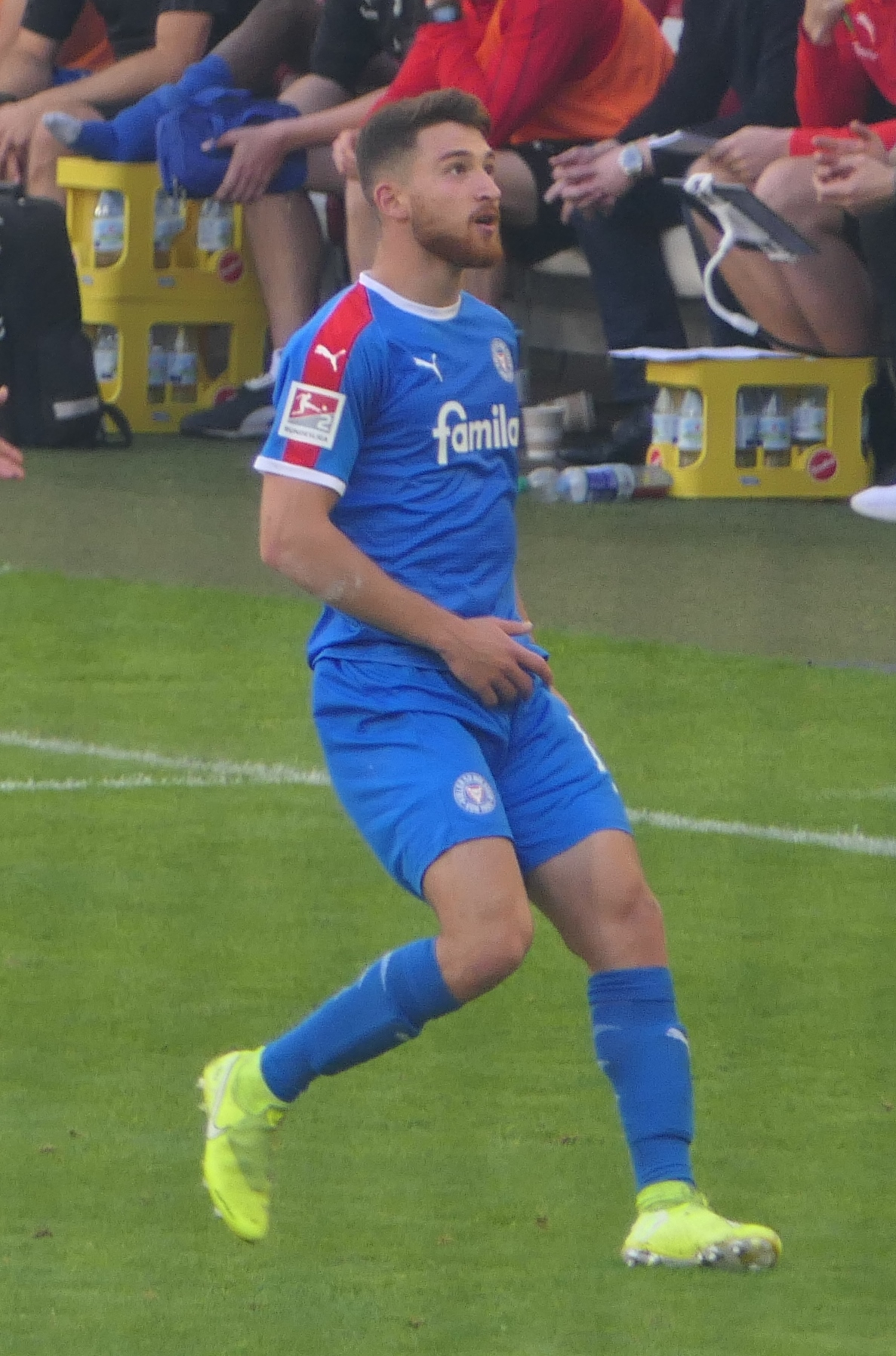
Özcan bei Holstein Kiel (2019)

Zur Saison 2019/20 verlängerte Özcan nach dem Wiederaufstieg des Effzeh seinen Vertrag bis zum 30. Juni 2021. Er verblieb in der zweiten Liga und wechselte Ende August 2019 für ein Jahr auf Leihbasis zu Holstein Kiel. Für die Störche war der Mittelfeldspieler in 29 von 32 möglichen Partien aktiv und stand nur zweimal nicht in der Anfangsformation. Ihm gelangen fünf Tore und sieben Vorlagen, in fünf Spielen sicherten seine Torbeteiligungen den Kielern wichtige Punkte. So bereitete Özcan beispielsweise beide Treffer gegen Nürnberg vor (2:2) oder schoss ein Tor gegen St. Pauli selbst und assistierte beim zweiten einem Mitspieler (2:1). Nach Ablauf des Leihgeschäftes kehrte der Spieler nach Köln zurück. In der darauf folgenden Saison 2020/21 belegte der 1. FC Köln den 16. Platz und musste in die Relegation, wo er sich gegen Özcans vorherigen Leihverein Holstein Kiel durchsetzte und in der Bundesliga verblieb. Die Rheinländer hatten im Saisonverlauf unter anderem mit 0:5 gegen den SC Freiburg verloren und zwischenzeitlich neun Partien in Folge nicht gewinnen können. Laut einem Kommentar des Portals RevierSport stand Özcan, der besonders in der Rückrunde häufig nur noch zweite Wahl war, „symbolisch für das Scheitern“. Dieser erhielt trotz allem einen neuen Zweijahresvertrag, auch, da die Kölner wie vielen anderen Vereinen in Folge der COVID-19-Pandemie unter anderem finanzielle Probleme plagten. Die Verlängerung wurde aber auch auf Initiative des neuen Trainers Steffen Baumgart hin vollzogen, unter dem der Effzeh in der Folge die siebtwenigsten Gegentore hinnehmen musste. Özcan spielte überwiegend im defensiven Mittelfeld und hielt so häufig mithilfe seines verbesserten Zweikampfverhaltens die Gegenspieler davon ab, in die Nähe des Kölner Strafraums vorzudringen. Für seine Leistungen in der Rückrunde wurde der Deutschtürke im defensiven Mittelfeld hinter Robert Andrich und vor Konrad Laimer vom kicker in die internationale Klasse einsortiert. Das Magazin bezeichnete ihn als „[...] aggressiven Sechser oder Achter mit gutem vertikalen Passspiel, an dem Gegenspieler wie an einer Wand abtropfen“. Aufgrund einer Serie von vier Siegen zwischen dem 29. und dem 32. Spieltag erreichte der 1. FC Köln Rang 7 und somit die Qualifikation für die Play-offs der Europa Conference League.

#### Nächster Schritt in Dortmund und Leihe nach Wolfsburg
Özcan wechselte jedoch zur Saison 2022/23 zum Vizemeister Borussia Dortmund, bei dem er einen bis zum 30. Juni 2026 gültigen Vertrag erhielt. Den BVB verließ zuvor unter anderem der „Sechser“ Axel Witsel. In Konkurrenz mit Mitspielern wie Emre Can (defensiv) oder Jude Bellingham (zentral) gelang es Özcan nie, sich nachhaltig für einen Stammplatz zu empfehlen, wobei sich seine Situation auch nicht verbesserte, als der BVB im Sommer 2023 Marcel Sabitzer als Nachfolger des gewechselten Bellingham verpflichtete. Im Frühjahr 2024 gelangte der Mittelfeldspieler mit der Borussia bis ins Endspiel der Champions League, wurde in diesem Wettbewerb ab dem Halbfinale aber nicht mehr eingesetzt. In der Spielzeit 2024/25 stand Özcan weder in der 1. Runde des Pokals noch am 1. Spieltag der Bundesliga im Spieltagskader.
Folglich wechselte Özcan für den Rest der Saison auf Leihbasis innerhalb der Bundesliga zum VfL Wolfsburg. Bei den Wölfen war der Mittelfeldspieler überwiegend Ergänzungsspieler und wurde im Januar 2025 vorzeitig zurückgeholt, nachdem Felix Nmecha langfristig ausfiel.

### Nationalmannschaft
Seit der U15 war Özcan in den Juniorenauswahlen des DFB aktiv. Am 5. September 2019 gab er sein Debüt in der deutschen U21, mit der er 2021 Europameister wurde.
Im März 2022 entschied sich Özcan, künftig für die türkische Nationalelf zu spielen. Dort spielte er unter Nationaltrainer Stefan Kuntz, unter dem er U21-Europameister geworden war. Er gab sein Debüt bei der 2:3-Niederlage im Testspiel gegen Italien, als er in der 63. Spielminute für Dorukhan Toköz eingewechselt wurde.

## Titel
1. FC Köln
- Meister der 2. Bundesliga und Aufstieg in die Bundesliga: 2019

Deutschland
- U21-Europameister: 2021

## Trivia
Özcans Eltern sind beide in der Türkei geboren und besitzen die türkische Staatsbürgerschaft. Er selbst besaß zunächst ausschließlich den deutschen Pass, erhielt aber später zusätzlich die türkische Staatsangehörigkeit.
Am 7. Juni 2013 beteiligte sich Özcan an der Rettung eines elfjährigen Jungen, der mit seinem Fahrrad unter eine Straßenbahn geraten war.